# 吳都文粹
《吳都文粹》，宋朝鄭虎臣編，共九卷，記載了吳郡（今蘇州）遺文。所錄有宋朝李壽朋、汪應辰、趙肅等札奏。
《四庫總目提要》：「書雖稱文粹，實與地誌相表裡。東南文獻，藉是有徵；與范成大《吳郡志》相輔而行，亦如驂有靳矣。」明人錢穀輯有《吳都文粹續集》五十六卷，《補遺》一卷。